# Печери в Докучаєвську
Печери в Докучаєвську — кілька печер карстового походження в Докучаєвську, печери «Докучаєвська», «Докучаєвська-2», «Докучаєвська-3», «Кар'єрна» розташовані неподалік один від одного. Є також грот «Докучаєвський».
Одна з печер мала статус геологічної пам'ятки природи місцевого значення з 1984 по 2005 рік.
Статус пам'ятки природи було присвоєно рішенням облвиконкому № 276 від 27 червня 1984 року. Площа — 0,01 га.
23 грудня 2005 року Донецька обласна рада рішенням 4/31-774) скасувала статус пам'ятки природи.

## Печера «Докучаєвська»
Печера «Докучаєвська» знаходиться на схилі правого берега річки Волноваха, в старій частині Докучаєвського доломітового кар'єра і була розкрита цим кар'єром. Найбільша за довжиною та глибиною печера в Донбасі. Довжина печери — 79 метрів, глибина печери 21 метр.
У печери два входи — Верхній і Нижній. Верхній вхід — це колодязь. Лаз в колодязь вузький. Розміри лазу Верхнього входу — 0,3×0,6 метра. Глибина колодязя 5 метрів. Нижній вхід — горизонтальний. Розміри лазу Нижнього входу — 0,5×0,8 метра.
Обидва входи виводять до гроту. У цьому гроті підлога обривається і починається новий колодязь глибиною дев'ять метрів. Новий колодязь розширюється до низу і має лінзовідий переріз. Дно дев'ятиметрового колодязя засипано глиною. Купа глини утворюється через танення снігів, дощів на поверхні і має форму конуса.
На дні дев'ятиметрового колодязя печера ділиться на дві частини — Низький зал і Високий зал. Низький зал простягнувся в південно-західному напрямку. Вузький хід, що йде від дна дев'ятиметрового колодязя в північному напрямку приводить до Високого залу.
У Низького залу є кілька відгалужень. Відгалуження вузькі і завалені брилами.
У Високого залу є три відгалуження. Два відгалуження в північно-західному напрямку закінчуються непрохідними щілинами і «органними трубами». Ці відгалуження з'єднані щілиноподібними проходами. Третє відгалуження йде в східному напрямку і призводить до «органної труби». У Високому залі і в його відгалуженнях стіни вкриті кристалами кальциту невеликого розміру. Звід в відгалуженнях складається з водотривких порід.
Води в печері немає. Навесні у Верхньому і Нижньому залом має місце капьож.
Вперше печера «Докучаєвська» була обстежена учасниками донецького спелеоклубу в 1973 році. Першу полуінструментальную топографічну зйомку печери виконали в 1982 році. Печера використовувалася з 1982 року учасниками донецького спелеоклубу для тренувань. В 1985 році учасники спелеоклубу розчистили Верхній вхід, за рахунок чого печера поглибилася на п'ять метрів.

## Печера «Докучаєвська-2»
Печера «Докучаєвська-2» була знайдена в 1982 році учасниками семінару початкової туристичної підготовки Донецької спелеокомісії. Знаходиться в 25 метрах від печери «Докучаєвська» і 30 метрах від печери «Докучаєвська-3».
Довжина печери 17 метрів. Глибина печери 5 метрів. Знаходиться біля підніжжя скелі. Лаз в печеру має форму овалу. Розміри лазу 0,8×0, 5 метра. Вхід обривається півтораметровим уступом в купол вхідного гроту. З вхідного гроту вузький лаз проходить у плоский зал. У печеру під час дощів і танення снігів потрапляє вода, тому на підлозі вхідного гроту і залу товстий шар глини і зсувні відкладення.

## Печера «Докучаєвська-3»
Відстань від печери «Докучаєвська-3» до печери «Докучаєвська-2» становить 30 метрів. Знайдена у 1983 році. Топографічна зйомка проведена в 1983 році.
Довжина печери 18 метрів. Глибина печери 2 метри. Вхід до печери «Докучаєвська-3» знаходиться в нижній частині лівого борту яру, який був вимитий паводковими водами. Вхід йде уздовж тріщини. Щоб потрапити від входу в грот потрібно пройти вузький шкуродерний хід, довжина якого 7 метрів.
Цей грот має довжину 7 метрів і ширину від 1,5 до 2 метрів. Дно гроту устеляє глина. Сама печера через подальше утворення яру ховається під наносами глини і з часом зникне.

## Грот «Докучаєвський»
Грот «Докучаєвський» був розкритий Докучаєвським доломітовим кар'єром. Відстань від гроту «Докучаєвський» до печери «Докучаєвська» становить 100 метрів. Довжина грота 14 метрів. Висота грота 2 метри. Дно грота устеляє глина. У 1986 році в гроті проводилася топографічна зйомка.